# Max Ulrich von Drechsel
Max Ulrich von Drechsel (né le 3 octobre 1911 à Karlstein, mort le 4 septembre 1944 à Berlin) est un officier allemand, membre du complot du 20 juillet 1944.

## Biographie
Max Ulrich comte von Drechsel grandit avec ses quatre frères et sœurs au château de Karlstein (de). En 1930, il devient étudiant en droit à Munich, Paris, Innsbruck et Erlangen. Après son premier examen juridique en 1933 à Erlangen, il est huissier à Regenstauf. En raison de l'influence croissante des nazis dans la magistrature, il se retire de la carrière juridique. Il s'engage comme élève-officier dans la Wehrmacht.
Pendant la Seconde Guerre mondiale, il sert notamment dans la Deutsches Afrikakorps. Après avoir été grièvement blessé en 1941, il est transféré à Munich dans le Wehrkreis VII, auprès de son ami d'enfance Ludwig von Leonrod. Quand Leonrod est muté à Berlin, Dreschel lui succède comme agent de liaison du groupe de résistance dans le Wehrkreis. Après l'échec du complot du 20 juillet 1944, il est arrêté pour complicité alors qu'il séjourne dans le château de la famille. Il subit un procès martial le 2 août. Le 4 septembre, il passe devant le Volksgerichtshof qui le condamne à mort, il est pendu le jour même dans la prison de Plötzensee. Son cadavre est incinéré et les cendres dispersées dans une plaine environnante.
L'Église catholique allemande l'a inscrit dans son martyrologe du XXe siècle.